# Krowodrza
Krowodrza là một trong 18 quận của Kraków, nằm ở phía tây của thành phố. Cái tên Krowodrza xuất phát từ một ngôi làng cùng tên hiện là một phần của huyện.
Theo Tổng cục Thống kê Trung ương dữ liệu, diện tích của huyện là 5,62 kilômét vuông (2,17 dặm vuông Anh) và 31 870 người sinh sống ở Krowodrza.

## Phân khu của Krowodrza
Krowodrza được chia thành các phân khu nhỏ hơn (osiedles). Đây là danh sách.
- Cichy Kącik
- Czarna Wieś
- Krowodrza
- Łobzów
- Miasteczko Studenckie AGH
- Nowa Wieś